# Lachinekanalen

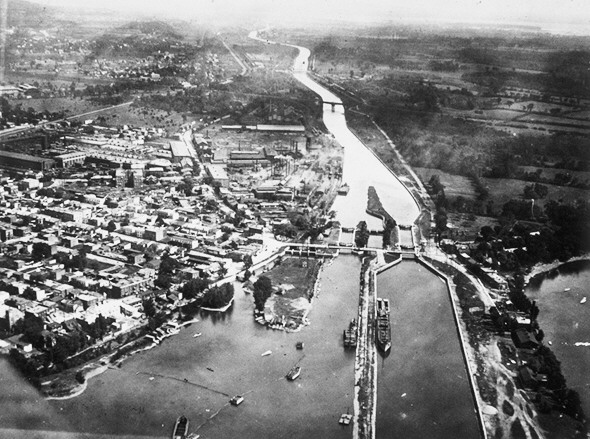
Lachinekanalen 1920.

Lachinekanalen (Canal de Lachine på franska, Lachine Canal på engelska) är en 14,5 km lång kanal i Montréal i Kanada. Den går genom den sydvästra delen av Île de Montréal, från Vieux-Port de Montréal (gamla hamnen), genom arrondissementen Le Sud-Ouest, Lachine och LaSalle till Lac Saint-Louis. Kanalen byggdes som en väg förbi forsar i Saint Lawrencefloden, men har för kommersiell trafik ersatts av Saint Lawrenceleden. Kanalen är idag en National Historic Site.

## Historia
Kanalen går genom land som gavs till sulpicierna av kungen av Frankrike. Från 1689 inleddes försök av det franska kolonistyret och andra grupper att bygga en kanal förbi de farliga forsarna Rapides de Lachine. Först 130 år senare lyckades en grupp bestående av bland annat John Redpath genomföra projektet. Kanalen öppnades för trafik 1825, och ledde till att Montréal blev en viktig hamnstad. Sulpicierna sålde land längs kanalbankarna som bebyggdes med industrier. Kanalen förstorades och förbättrades under 1840-talet under ledning av Alfred Barrett. 

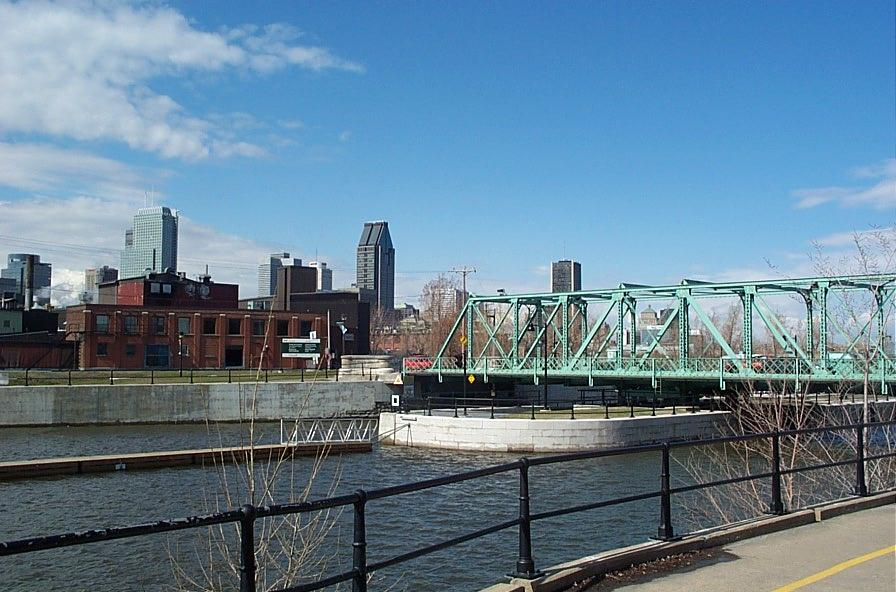
En bro över Lachinekanalen, med Montréals centrum i bakgrunden.

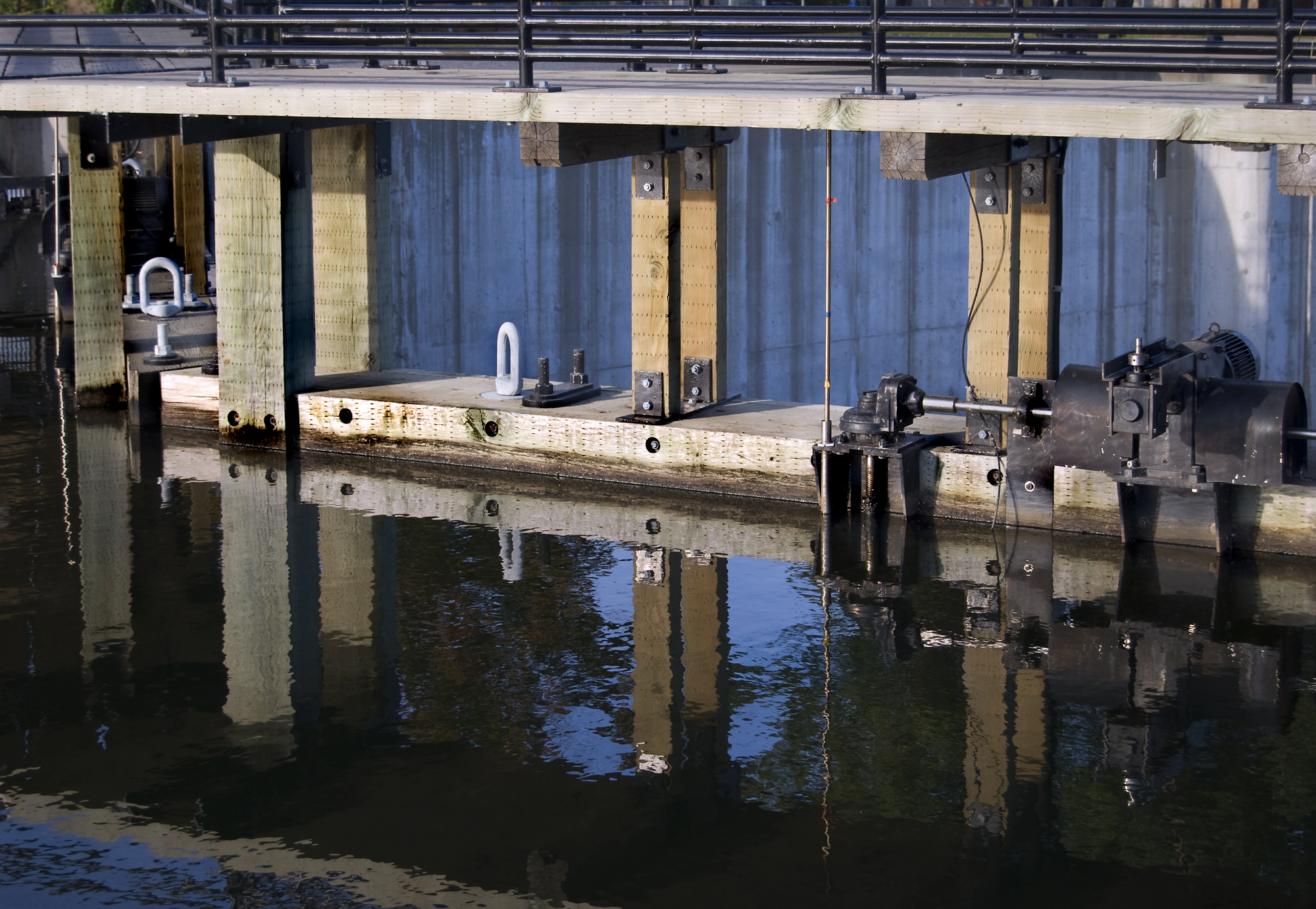
Närbild av en sluss.

Kanalen blev överflödig för den kommersiella trafiken när Saint Lawrenceleden öppnades på andra sidan Saint Lawrencefloden 1959, och stängdes slutligen 1970. Kanalens nedläggning ledde till att de gamla industriområdena förslummades.

## Utveckling
Sedan 1980-talet har kanalens omgivning omvandlats till bostads- och handelsområden. Många gamla fabriker och lager har byggts om till bostadshus. Samtidigt har områdena sanerats på föroreningar.
Kanalen återöppnades för fritidsbåtar 2002 trots oro för föroreningar på kanalbottnen. Kanalbankarna rustades upp, och används idag som cykel- och rullskridskoleder. Parks Canada leder guidade turer längs kanalen till fots, på cykel eller med båt under sommarmånaderna.

## Artikelursprung
Den här artikeln är helt eller delvis baserad på material från engelskspråkiga Wikipedia.